# Szymonków

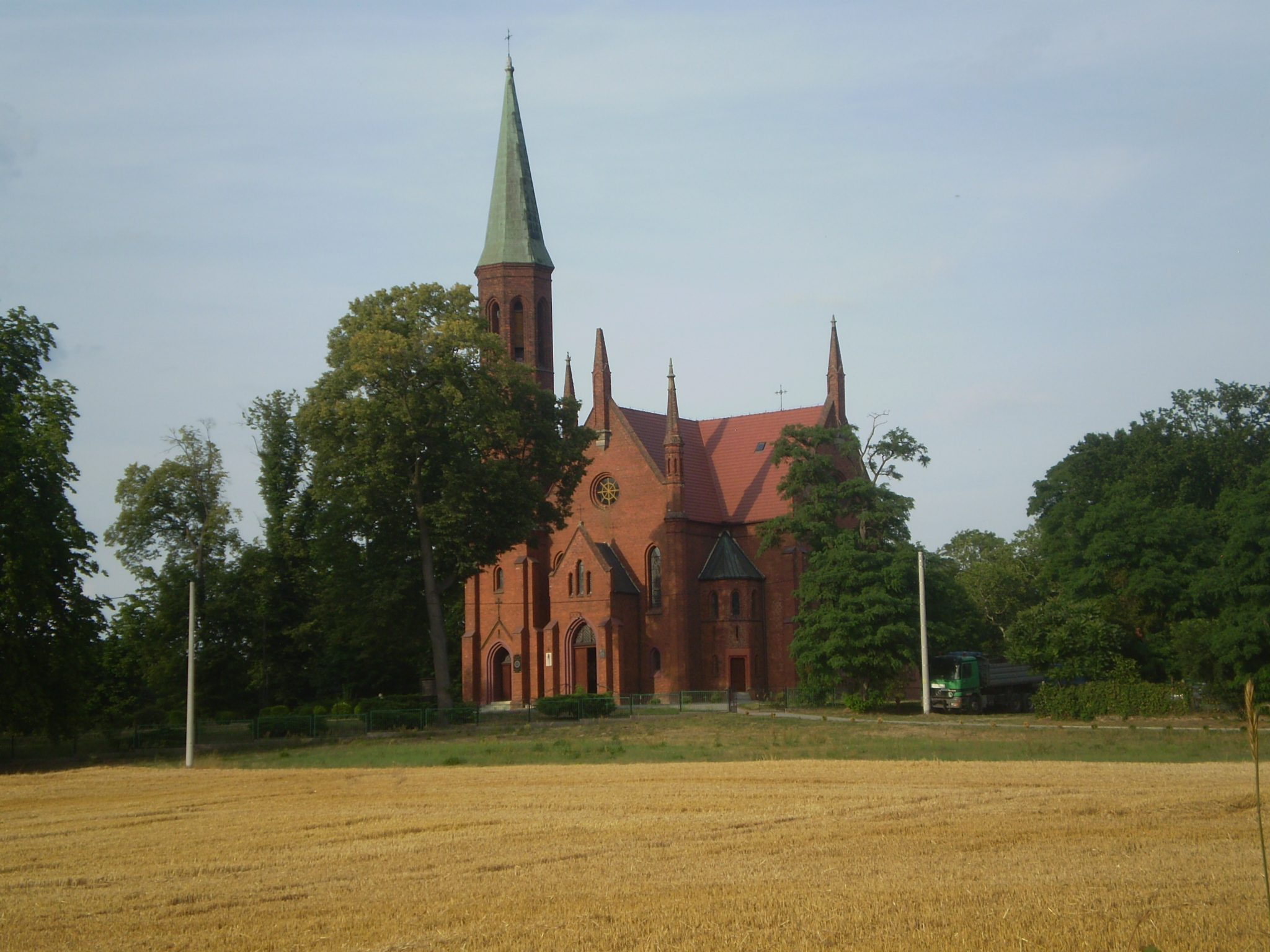
Kościół Narodzenia Najświętszej Maryi Panny w Szymonkowie latem 2019 r.

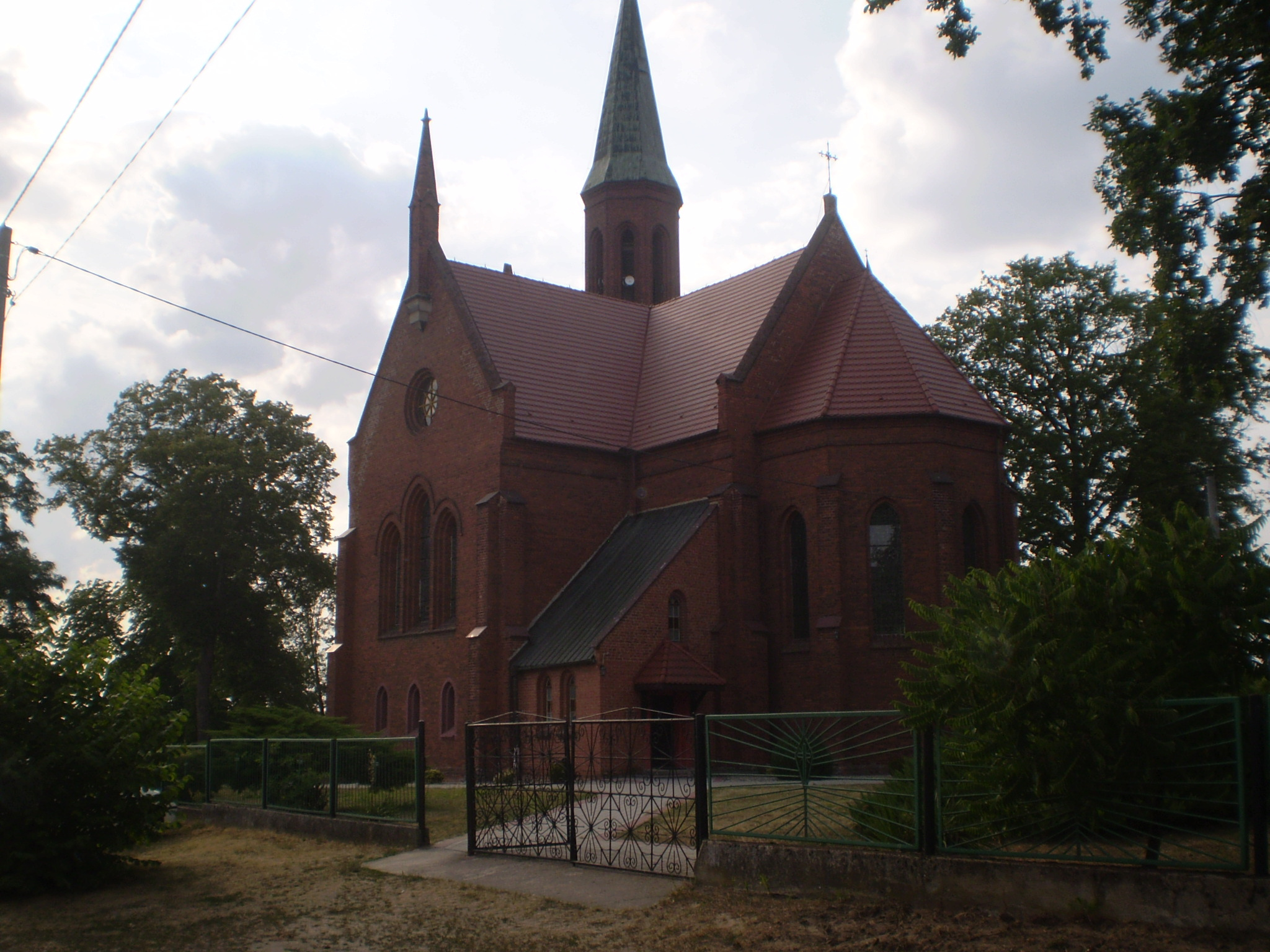
Kościół Narodzenia Najświętszej Maryi Panny w Szymonkowie latem 2019.

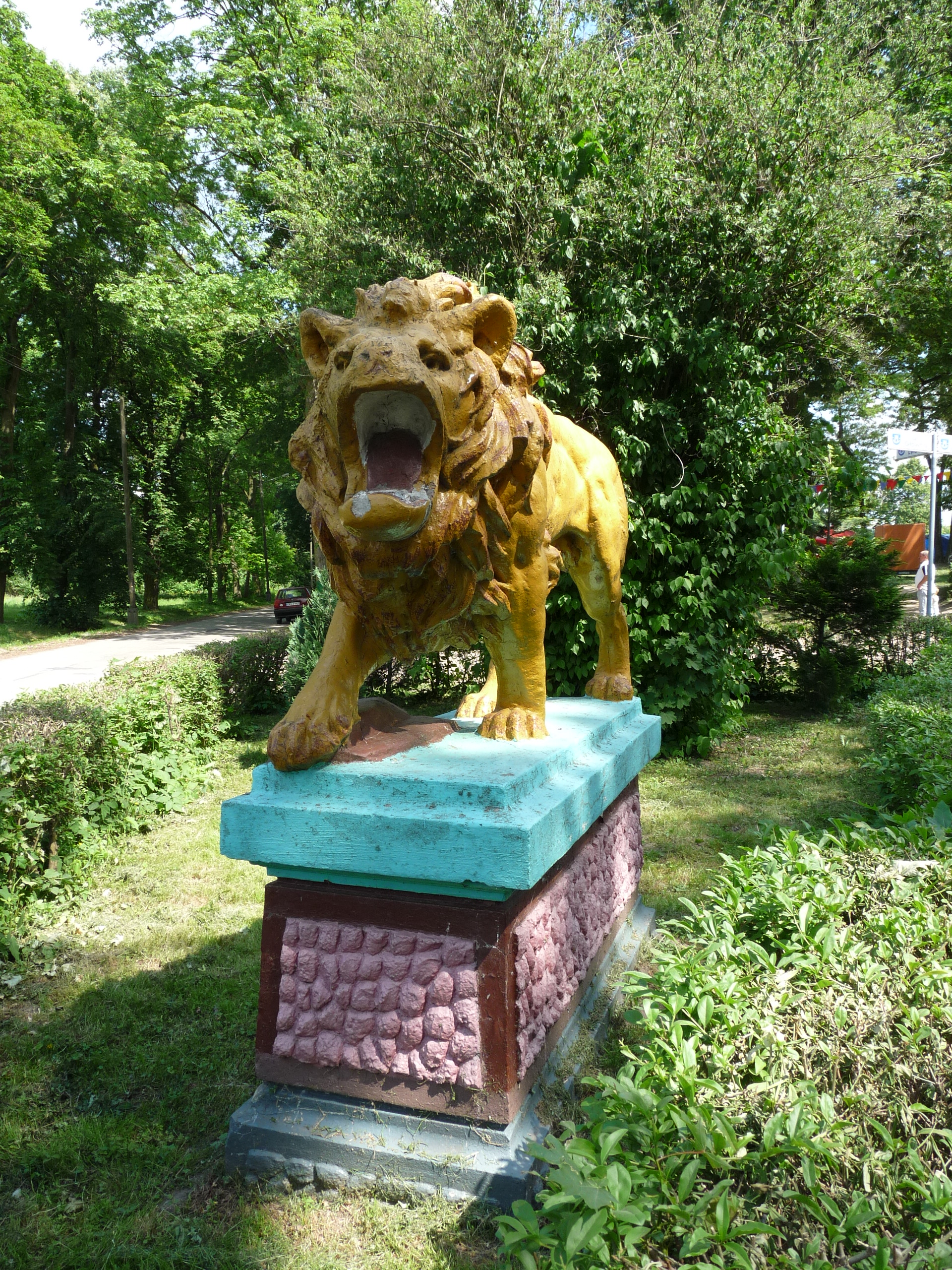
Lew w Szymonkowie - jedyna pozostałość nieistniejącego już pałacu.

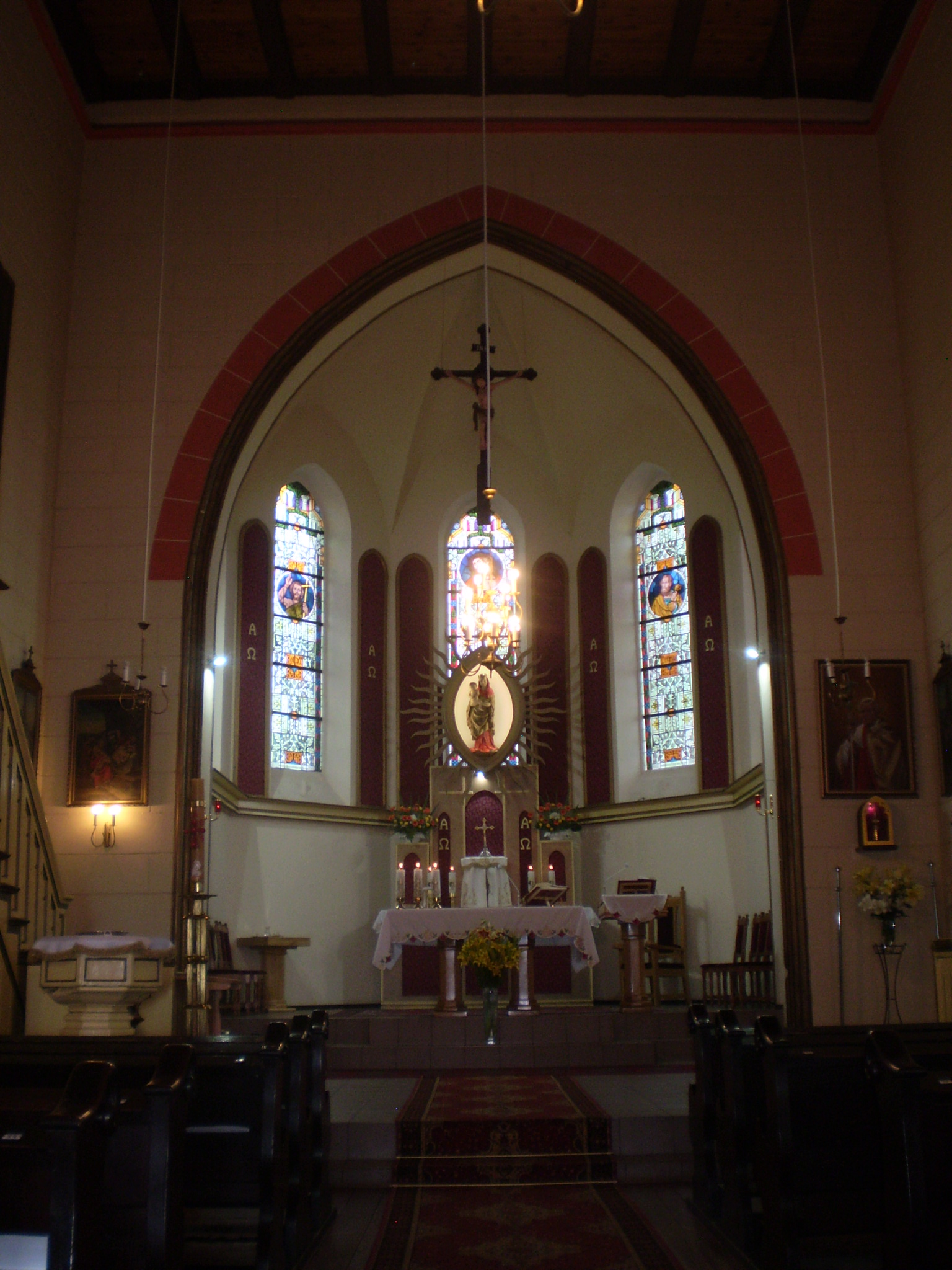
Wnętrze kościoła w Szymonkowie.

Szymonków (niem. Simmenau)– wieś w Polsce położona w województwie opolskim, w powiecie kluczborskim, w gminie Wołczyn.
Wieś ma układ wielodrożnicy.

## Ukształtowanie powierzchni
Szymonków położony jest w rejonie śląsko - wielkopolskim, krainie opolskiej. Ukształtowanie terenu gminy charakteryzuje się rzeźbą płaskorówninną oraz lekko falistą. Na terenie wsi Szymonków można zauważyć pozostałości po wzgórzach morenowych.

## Nazwa
W księdze łacińskiej Liber fundationis episcopatus Vratislaviensis (pol. Księga uposażeń biskupstwa wrocławskiego) spisanej za czasów biskupa Henryka z Wierzbna w latach 1295–1305 miejscowość wymieniona jest w zlatynizownej formie Symonow.
| SIMC    | Nazwa        | Rodzaj     |
| ------- | ------------ | ---------- |
| 0505220 | Borownia     | przysiółek |
| 0505237 | Cegielnia    | przysiółek |
| 0505250 | Szklarnia    | przysiółek |
| 0505266 | Wesoła       | przysiółek |
| 0505272 | Zielona Góra | przysiółek |

## Historia
- 1257 r. - założenie wsi Szymonków
- Poprzednie nazwy miejscowości - Semyanowo 1257 r., Semenaw 1403 r., Szyomonków 1945 r. Pierwotnie Siemianowo od imienia Siemian 1218 r. zmiana na Szymonków, Szymonek, chyba nowsza nazwa, skoro po niemiecku również Simmenau.
- W Szymonkowie istniała huta szkła założona w 1823 r. Była to ostatnia założona huta na ziemi kluczborskiej (pierwszą założona w Wierzbicy Górnej a drugą w Jedliskach). Szymonkowska huta została zamknięta w 1846 r. Nosiła różne nazwy: Ferdinandshof, Szklarnia Szymonkowska, Szklarnia Szymanowska.
- W II połowie XIX w. działał tu browar Waleskiej, w 1867 będący jednym z największych na Górnym Śląsku[10]
- W pierwszych latach po II wojnie światowej do Szymonkowa została przesiedlona ludność z takich wsi jak: Żydatycze (pow. Lwów, woj. lwowskie) i Ciemieńrzyńce (pow. Przemyślany, woj. Tarnopolskie)
- W latach 1975–1998 miejscowość administracyjnie należała do ówczesnego województwa opolskiego

## Zabytki
Do wojewódzkiego rejestru zabytków wpisana jest:
- ruina romantyczna z basztą, wzniesiona w XIX w.

znajduje się na wzgórzu na pd. od wsi, z okrągłą basztą murowaną z kamienia. Pozostałość po dawnych właścicielach ziemskich
inne zabytki:
- kościół parafialny pod wezwaniem Narodzenia Najświętszej Maryi Panny. Wzmiankowany w 1257 r. Obecny zbudowany w latach 1875-78 na miejscu poprzedniego drewnianego z 1814 r. Murowany, neogotycki. Dwie rzeźby: Matka Boska Bolesna i św. Jana Ewangelisty, gotyckie z początku XVI w., pochodzące z grupy Ukrzyżowania. Rzeźba Chrystusa Zmartwychwstałego z XVIII w. Misa chrzcielna cynowa z 1812 r.
- oficyna dworska z początku XIX w. Klasycystyczna. Zwrócona frontem ku pd.-zach.. Murowana. otynkowana. Parterowa z pięterkiem w szczytach, podpiwniczona. Wzniesiona na rzucie prostokąta, dwutraktowa z sienią pośrodku. Elewacja frontowa siedmiokątna, ujęta w narożnikach podziałami ramowymi. Część środkowa wysunięta nieznacznie przed lico ściany, nieco wyższa, zwieńczona zaokrąglonym szczycikiem. Wejście zamknięte półkoliście w obramowaniu z kluczem, flankowane parami pilastrów, pomiędzy którymi znajdują się wąskie okienka. dach naczółkowy kryty dachówką
- dawny spichlerz dworski z ok. połowy XIX w. Murowany, otynkowany. Prostokątny, trójkondygnacyjny. Podziały ścian ramowe. Dach siodłowy kryty dachówką. Przekształcony na cele mieszkalne
- stary młyn, który obecnie jest w ruinie
- na terenie dzisiejszej szkoły podstawowej stał zamek, posiadłość dawnych właścicieli
- liczne podziemia, pozostałości po zamku i młynie
- dawny dom ogrodnika zamkowego znajduje się niedaleko szkoły i stawu
- pomnik lwa jest wizytówką wsi, jedyny który ocalał do naszych czasów, były dwa, jako część bramy do ogrodu przyzamkowego.